# The Scarecrow (Album)
The Scarecrow ist das dritte Album der deutschen Metal-Oper Avantasia, das am 25. Januar 2008 erschien. Das Projekt wurde von Tobias Sammet, dem Sänger der Power-Metal-Band Edguy initiiert. Er schrieb auch alle Lieder und Texte. Dieses Album führte zur ersten Tour des Projekts, der The Scarecrow World Tour.

## Aufbau
Wie schon bei den Vorgängern sind die einzelnen Titel miteinander über eine gemeinsame Geschichte verbunden, jedoch ist die Rolle eines Sängers diesmal nicht definiert. Eine Passage wurde hier eher durch die erzeugte Stimmung mit einem Sänger verbunden. Es wird von einer Person erzählt, die Dinge anders als alle Anderen wahrnimmt und sich dadurch isoliert und unverstanden vorkommt.

## Lieder
1. Twisted Mind – 6:14
2. The Scarecrow – 11:12
3. Shelter from the Rain – 6:09
4. Carry Me Over – 3:52
5. What Kind of Love – 4:56
6. Another Angel Down – 5:41
7. The Toy Master – 6:21
8. Devil in the Belfry – 4:42
9. Cry Just a Little – 5:15
10. I Don’t Believe in Your Love – 5:34
11. Lost in Space – 3:53

Alle Lieder wurden von Tobias Sammet geschrieben.

## Besetzung
Band:
- Tobias Sammet – Gesang, Bass, Keyboards
- Sascha Paeth – Gitarre
- Eric Singer – Schlagzeug
- Miro Rodenberg – Keyboards

Gastmusiker:
- Jørn Lande – Gesang bei Lied 2, 6 und 8
- Michael Kiske – Gesang bei Lied 2, 3 und 5
- Bob Catley – Gesang bei Lied 3 und 9
- Amanda Somerville Gesang bei Lied 5 und 11
- Alice Cooper Gesang bei Lied 7
- Roy Khan – Gesang bei Lied 1
- Oliver Hartmann – Gesang bei Lied 10
- Henjo Richter – Gitarre bei Lied 2, 3, 6, 7 und 8
- Kai Hansen – Gitarre bei Lied 3
- Rudolf Schenker – Gitarre bei Lied 10

## Rezension und Erfolg
Das Album erreichte in Deutschland Platz 8 und war bis dahin nicht nur das erfolgreichste Avantasia-Album, sondern auch mit dem Edguy-Album Rocket Ride (2006) das erfolgreichste Album von Tobias Sammet in den Charts. Auch außerhalb Deutschlands belegte es Positionen in den Charts:
- Tschechien: #6
- Griechenland: #9
- Schweden: #10
- Ungarn: #10
- Österreich: #16
- Schweiz: #17
- Finnland: #26
- Spanien: #27
- Norwegen: #36
- Japan: #49
- Belgien: #50
- Frankreich: #58
- Niederlande: #65
- Italien: #65

The Scarecrow wurde von Musikkritikern meist gut bewertet. So schrieb Andreas Schöwe vom Metal Hammer z. B.  „Trotz der Vielzahl der Gastmusiker und seiner vor Abwechslung, Tempowechseln und üppigen Orchestrierungen strotzenden Machart hinterlässt THE SCARECROW einen überaus kompakten, homogenen und flüssigen Eindruck. Alleine dafür kann es nur die höchste Note geben!“